# Potoci
Potoci är ett samhälle i Bosnien och Hercegovina.   Det ligger i entiteten Federationen Bosnien och Hercegovina, i den södra delen av landet, 60 km sydväst om huvudstaden Sarajevo. Potoci ligger 91 meter över havet och antalet invånare är 8 312.
Terrängen runt Potoci är bergig åt nordost, men åt sydväst är den kuperad. Potoci ligger nere i en dal. Runt Potoci är det ganska tätbefolkat, med 93 invånare per kvadratkilometer.. Närmaste större samhälle är Mostar, 9,3 km sydväst om Potoci. 
I omgivningarna runt Potoci växer i huvudsak blandskog.